# 馬場翁
馬場 翁（ばば おきな）は、日本のライトノベル作家。

## 経歴・人物
2015年5月より、小説家になろうにて『蜘蛛ですが、なにか?』の連載を開始。同年12月、同作がKADOKAWAのWeb小説レーベルカドカワBOOKSより単行本化。さらに、2021年1月にはアニメ化もされた。
他の代表作に、『エスケープ・シープ・ランド』。

## 作品リスト

### 単行本
- 蜘蛛ですが、なにか？（KADOKAWA、イラスト：輝竜司）既刊15巻（2021年11月現在）
- エスケープ・シープ・ランド（2017年3月10日、イラスト：輝竜司、カドカワBOOKS、ISBN 978-4-04-072222-1）

### その他
- テイルズ オブ ルミナリア（シナリオ）